# Ruta 408 (Costa Rica)
La Ruta 408, oficialmente Ruta Nacional Terciaria 408, es una ruta nacional de Costa Rica ubicada en la provincia de Cartago.

## Descripción
En la provincia de Cartago, la ruta atraviesa el cantón de Paraíso (el distrito de Orosi), el cantón de Jiménez (el distrito de Pejivalle).